# Bugalagrande
Bugalagrande – miasto w Kolumbii, w departamencie Valle del Cauca.